# Plan de Ayala (Huehuetán)
Plan de Ayala es una localidad del estado mexicano de Chiapas. Es parte del municipio de Huehuetán.

## Toponimia
El nombre de la localidad refiere al Plan de Ayala, manifiesto político de la Revolución Mexicana.

## Demografía
| Gráfica de evolución demográfica |
|                                  |

| Censo | Población |
| ----- | --------- |
| 1950  | 248       |
| 1960  | 234       |
| 1970  | 527       |
| 1980  | 698       |
| 1990  | 1 063     |
| 2000  | 1 374     |
| 2010  | 1 443     |
| 2020  | 2 011     |